# Aeschropteryx onustaria
Aeschropteryx onustaria är en fjärilsart som beskrevs av Jacob Hübner 1818/23. Aeschropteryx onustaria ingår i släktet Aeschropteryx och familjen mätare. Inga underarter finns listade i Catalogue of Life.